# Course en ligne masculine aux championnats du monde de cyclisme sur route 2014
Navigation
Florence 2013 Richmond 2015
La course en ligne masculine des championnats du monde de cyclisme sur route 2014 a lieu le 28 septembre 2014 dans la ville de Ponferrada, en Espagne.
Le titre a été remporté par le Polonais Michał Kwiatkowski en solitaire respectivement devant l'Australien Simon Gerrans et l'Espagnol Alejandro Valverde qui se trouvaient dans un groupe de contre de six coureurs.

## Parcours
le parcours est le même que les autres courses en ligne. Le circuit est long de 18,2 kilomètres, et comprend deux ascensions. Les coureurs grimpent au total 306 mètres par tour et l'inclinaison maximale est de 11 %.
Les quatre premiers kilomètres sont plats, après quoi commence la montée vers l'Alto de Montearenas, avec une pente moyenne de 8 %. Après quelques centaines de mètres le reste de l'ascension est beaucoup plus plat et les 5,1 kilomètres restants sont en moyenne de 3,5 %. Vient ensuite la descente, avec au plus fort une pente de 16 %. L'Alto de Compostilla est une courte montée de 1,1 kilomètre. La pente moyenne est de 6,5 % et certaines des parties les plus raides atteignent 11 %. La distance restante de 4,5 kilomètres est presque complètement en descente.

## Participation

### Système de sélection
La qualification est basée sur les performances sur l'UCI World Tour et les différents circuits continentaux de l'UCI entre janvier et août 2014. Les quotas sont déterminés en fonction des classements au 15 août 2014. 
Les 48 pays suivants sont représentés :
| Nombre de coureurs      | Pays |
| ----------------------- | --- |
| 14 inscrits, 9 partants | Allemagne, Australie, Belgique, Colombie, Espagne, France, Grande-Bretagne, Italie, Pays-Bas, Pologne |
| 9 inscrits, 6 partants  | Autriche, Danemark, États-Unis, Iran, Maroc, Portugal, Russie, Slovénie, Ukraine, Venezuela |
| 5 inscrits, 3 partants  | Afrique du Sud, Algérie, Argentine, Biélorussie, Brésil, Canada, Corée du Sud, Costa Rica, Croatie, Érythrée, Estonie, Irlande, Japon, Kazakhstan, Lettonie, Lituanie, Luxembourg, Nouvelle-Zélande, Norvège, Tchéquie, Roumanie, Slovaquie, Suisse |
| 2 inscrits, 1 partant   | Bulgarie, Équateur, Grèce, Serbie, Suède |

### Favoris
Les principaux favoris au titre sont le Suisse Fabian Cancellara, le Portugais Rui Costa, l'Allemand John Degenkolb, le Français Tony Gallopin, l'Australien Simon Gerrans, les Belges Philippe Gilbert et Greg Van Avermaet, le Norvégien Alexander Kristoff, le Polonais Michał Kwiatkowski, l'Italien Vincenzo Nibali, le Slovaque Peter Sagan et l'Espagnol Alejandro Valverde,.

## Programme
Les horaires sont ceux de l'heure normale d'Europe centrale (UTC+1)
| Date              | Horaire         |                 |
| ----------------- | --------------- | --------------- |
| 28 septembre 2014 | 10 h 00-16 h 35 | Course en ligne |
| 28 septembre 2014 | 16 h 55         | Cérémonie       |

## Primes
L'UCI attribue un total de 16 101 €.
| Position | 1er     | 2e      | 3e      | Total    |
| Montant  | 7 667 € | 5 367 € | 3 067 € | 16 101 € |

## Classement
Sur les 204 participants, 95 coureurs ont parcouru les 254,1 km.
|                           | Coureur              | Pays           |    | Temps          |
| ------------------------- | -------------------- | -------------- | -- | -------------- |
| Médaille d'or, monde      | Michał Kwiatkowski   | Pologne        | en | 6 h 29 min 7 s |
| Médaille d'argent, monde  | Simon Gerrans        | Australie      | +  | 1 s            |
| Médaille de bronze, monde | Alejandro Valverde   | Espagne        |    | 1 s            |
| 4                         | Matti Breschel       | Danemark       |    | 1 s            |
| 5                         | Greg Van Avermaet    | Belgique       |    | 1 s            |
| 6                         | Tony Gallopin        | France         |    | 1 s            |
| 7                         | Philippe Gilbert     | Belgique       |    | 4 s            |
| 8                         | Alexander Kristoff   | Norvège        |    | 7 s            |
| 9                         | John Degenkolb       | Allemagne      |    | 7 s            |
| 10                        | Nacer Bouhanni       | France         |    | 7 s            |
| 11                        | Fabian Cancellara    | Suisse         |    | 7 s            |
| 12                        | Ben Swift            | Royaume-Uni    |    | 7 s            |
| 13                        | Sonny Colbrelli      | Italie         |    | 7 s            |
| 14                        | Michael Matthews     | Australie      |    | 7 s            |
| 15                        | Ramūnas Navardauskas | Lituanie       |    | 7 s            |
| 16                        | Daryl Impey          | Afrique du Sud |    | 7 s            |
| 17                        | Maciej Paterski      | Pologne        |    | 7 s            |
| 18                        | Bauke Mollema        | Pays-Bas       |    | 7 s            |
| 19                        | Warren Barguil       | France         |    | 7 s            |
| 20                        | Michael Valgren      | Danemark       |    | 7 s            |
| 21                        | Daniele Bennati      | Italie         |    | 7 s            |
| 22                        | Tom Dumoulin         | Pays-Bas       |    | 7 s            |
| 23                        | Rui Costa            | Portugal       |    | 7 s            |
| 24                        | Ion Izagirre         | Espagne        |    | 7 s            |
| 25                        | Brent Bookwalter     | États-Unis     |    | 7 s            |
| 26                        | Nicolas Roche        | Irlande        |    | 7 s            |
| 27                        | Rigoberto Urán       | Colombie       |    | 7 s            |
| 28                        | Edvald Boasson Hagen | Norvège        |    | 7 s            |
| 29                        | Petr Vakoč           | Tchéquie       |    | 14 s           |
| 30                        | Alex Howes           | États-Unis     |    | 14 s           |
| 31                        | Chris Anker Sørensen | Danemark       |    | 14 s           |
| 32                        | Giovanni Visconti    | Italie         |    | 14 s           |
| 33                        | Joaquim Rodríguez    | Espagne        |    | 17 s           |
| 34                        | Fabio Aru            | Italie         |    | 17 s           |
| 35                        | Yury Trofimov        | Russie         |    | 17 s           |
| 36                        | Daniel Moreno        | Espagne        |    | 17 s           |
| 37                        | Lars Petter Nordhaug | Norvège        |    | 17 s           |
| 38                        | Dominik Nerz         | Allemagne      |    | 21 s           |
| 39                        | Simon Geschke        | Allemagne      |    | 24 s           |
| 40                        | Vincenzo Nibali      | Italie         |    | 27 s           |
| 41                        | Giampaolo Caruso     | Italie         |    | 31 s           |
| 42                        | Grega Bole           | Slovénie       |    | 38 s           |
| 43                        | Peter Sagan          | Slovaquie      |    | 42 s           |
| 44                        | Andriy Grivko        | Ukraine        |    | 50 s           |
| 45                        | Alessandro De Marchi | Italie         |    | 1 min 03 s     |
| 46                        | Alexandr Kolobnev    | Russie         |    | 1 min 05 s     |
| 47                        | Kristijan Đurasek    | Croatie        |    | 1 min 05 s     |
| 48                        | Jan Bakelants        | Belgique       |    | 1 min 05 s     |

|    | Coureur                     | Pays             |  | Temps       |
| -- | --------------------------- | ---------------- |  | ----------- |
| 49 | Tom Boonen                  | Belgique         |  | 1 min 05 s  |
| 50 | Sergey Chernetskiy          | Russie           |  | 1 min 05 s  |
| 51 | Jonathan Castroviejo        | Espagne          |  | 1 min 05 s  |
| 52 | Ben Gastauer                | Luxembourg       |  | 1 min 05 s  |
| 53 | Matthias Brändle            | Autriche         |  | 1 min 27 s  |
| 54 | Tiago Machado               | Portugal         |  | 1 min 32 s  |
| 55 | Simon Clarke                | Australie        |  | 2 min 10 s  |
| 56 | Ben Hermans                 | Belgique         |  | 2 min 10 s  |
| 57 | Wout Poels                  | Pays-Bas         |  | 2 min 19 s  |
| 58 | Michał Gołaś                | Pologne          |  | 2 min 31 s  |
| 59 | Vasil Kiryienka             | Biélorussie      |  | 2 min 32 s  |
| 60 | Cyril Gautier               | France           |  | 2 min 36 s  |
| 61 | Jean-Christophe Péraud      | France           |  | 2 min 36 s  |
| 62 | Romain Bardet               | France           |  | 2 min 36 s  |
| 63 | Paul Martens                | Allemagne        |  | 2 min 39 s  |
| 64 | Sep Vanmarcke               | Belgique         |  | 3 min 42 s  |
| 65 | Imanol Erviti               | Espagne          |  | 4 min 08 s  |
| 66 | Michael Albasini            | Suisse           |  | 5 min 12 s  |
| 67 | Nélson Oliveira             | Portugal         |  | 5 min 12 s  |
| 68 | Georg Preidler              | Autriche         |  | 5 min 12 s  |
| 69 | Danilo Wyss                 | Suisse           |  | 5 min 12 s  |
| 70 | Esteban Chaves              | Colombie         |  | 5 min 12 s  |
| 71 | Christopher Juul Jensen     | Danemark         |  | 5 min 12 s  |
| 72 | Kristjan Fajt               | Slovénie         |  | 6 min 11 s  |
| 73 | Reinardt Janse van Rensburg | Afrique du Sud   |  | 6 min 11 s  |
| 74 | Damiano Caruso              | Italie           |  | 6 min 11 s  |
| 75 | Ilnur Zakarin               | Russie           |  | 6 min 11 s  |
| 76 | Jonathan Monsalve           | Venezuela        |  | 6 min 11 s  |
| 77 | Sylvain Chavanel            | France           |  | 6 min 11 s  |
| 78 | Aleksandr Dyachenko         | Kazakhstan       |  | 6 min 11 s  |
| 79 | Jesús Herrada               | Espagne          |  | 6 min 11 s  |
| 80 | Manuel Quinziato            | Italie           |  | 6 min 11 s  |
| 81 | Adam Hansen                 | Australie        |  | 6 min 11 s  |
| 82 | Peter Kennaugh              | Royaume-Uni      |  | 6 min 14 s  |
| 83 | Zdeněk Štybar               | Tchéquie         |  | 7 min 01 s  |
| 84 | Daniel Martin               | Irlande          |  | 8 min 25 s  |
| 85 | Andrey Amador               | Costa Rica       |  | 11 min 59 s |
| 86 | Jack Bauer                  | Nouvelle-Zélande |  | 13 min 43 s |
| 87 | Peter Velits                | Slovaquie        |  | 13 min 43 s |
| 88 | Andrey Zeits                | Kazakhstan       |  | 14 min 53 s |
| 89 | Johan Vansummeren           | Belgique         |  | 14 min 53 s |
| 90 | Stef Clement                | Pays-Bas         |  | 15 min 23 s |
| 91 | Jan Bárta                   | Tchéquie         |  | 15 min 23 s |
| 92 | Mykhailo Kononenko          | Ukraine          |  | 15 min 23 s |
| 93 | Andriy Khripta              | Ukraine          |  | 15 min 34 s |
| 94 | Miyataka Shimizu            | Japon            |  | 20 min 22 s |
| 95 | George Bennett              | Nouvelle-Zélande |  | 20 min 22 s |

### Abandons
109 coureurs n'ont pas terminé la course.
| Coureur                    | Pays           |
| -------------------------- | -------------- |
| Jelle Vanendert            | Belgique       |
| Luis León Sánchez          | Espagne        |
| Sérgio Paulinho            | Portugal       |
| Nicki Sørensen             | Danemark       |
| Tony Martin                | Allemagne      |
| Luke Rowe                  | Royaume-Uni    |
| Michael Mørkøv             | Danemark       |
| Daniel Navarro             | Espagne        |
| Tim Wellens                | Belgique       |
| Mathew Hayman              | Australie      |
| Paweł Poljański            | Pologne        |
| Cadel Evans                | Australie      |
| Andrey Solomennikov        | Russie         |
| Philip Deignan             | Irlande        |
| Steven Kruijswijk          | Pays-Bas       |
| Janier Acevedo             | Colombie       |
| Jacques Janse van Rensburg | Afrique du Sud |
| Ryan Anderson              | Canada         |
| Toms Skujiņš               | Lettonie       |
| Rein Taaramäe              | Estonie        |
| Luka Mezgec                | Slovénie       |
| Winner Anacona             | Colombie       |
| Yukiya Arashiro            | Japon          |
| Rory Sutherland            | Australie      |
| Wilco Kelderman            | Pays-Bas       |
| Simon Yates                | Royaume-Uni    |
| Emanuel Kišerlovski        | Croatie        |
| Geoffrey Soupe             | France         |
| Juan Carlos Rojas          | Costa Rica     |
| Patrick Konrad             | Autriche       |
| Kévin Réza                 | France         |
| Martin Velits              | Slovaquie      |
| Eduardo Sepúlveda          | Argentine      |
| Carlos Quintero            | Colombie       |
| Bartosz Huzarski           | Pologne        |
| Oleksandr Polivoda         | Ukraine        |
| Kristjan Koren             | Slovénie       |

| Coureur              | Pays             |
| -------------------- | ---------------- |
| Tom-Jelte Slagter    | Pays-Bas         |
| Žydrūnas Savickas    | Lituanie         |
| Julián Arredondo     | Colombie         |
| Matija Kvasina       | Croatie          |
| Jan Polanc           | Slovénie         |
| Aleksejs Saramotins  | Lettonie         |
| Ignatas Konovalovas  | Lituanie         |
| Jure Kocjan          | Slovénie         |
| Gregory Henderson    | Nouvelle-Zélande |
| André Cardoso        | Portugal         |
| José Mendes          | Portugal         |
| Gatis Smukulis       | Lettonie         |
| Roman Maikin         | Russie           |
| Michael Woods        | Canada           |
| Riccardo Zoidl       | Autriche         |
| Tobias Ludvigsson    | Suède            |
| Marco Haller         | Autriche         |
| Murilo Fischer       | Brésil           |
| David Millar         | Royaume-Uni      |
| Sebastián Henao      | Colombie         |
| Rafael Andriato      | Brésil           |
| Bernhard Eisel       | Autriche         |
| Andrew Talansky      | États-Unis       |
| Geraint Thomas       | Royaume-Uni      |
| Kiel Reijnen         | États-Unis       |
| Miguel Ángel Rubiano | Colombie         |
| Eric Marcotte        | États-Unis       |
| Daniil Fominykh      | Kazakhstan       |
| Cristian Egídio      | Brésil           |
| Paul Voss            | Allemagne        |
| Pieter Weening       | Pays-Bas         |
| Dylan van Baarle     | Pays-Bas         |
| Christopher Froome   | Royaume-Uni      |
| Kanstantsin Siutsou  | Biélorussie      |
| Adam Yates           | Royaume-Uni      |
| Heinrich Haussler    | Australie        |

| Coureur                | Pays        |
| ---------------------- | ----------- |
| Carlos Betancur        | Colombie    |
| Maximiliano Richeze    | Argentine   |
| Yukihiro Doi           | Japon       |
| Natnael Berhane        | Érythrée    |
| Dmytro Krivtsov        | Ukraine     |
| Andrei Nechita         | Roumanie    |
| Przemysław Niemiec     | Pologne     |
| Michał Podlaski        | Pologne     |
| Alo Jakin              | Estonie     |
| Bartłomiej Matysiak    | Pologne     |
| Maciej Bodnar          | Pologne     |
| Yauheni Hutarovich     | Biélorussie |
| Mekseb Debesay         | Érythrée    |
| Gert Jõeäär            | Estonie     |
| Carlos Gálviz          | Venezuela   |
| Johannes Fröhlinger    | Allemagne   |
| Christian Knees        | Allemagne   |
| Tejay van Garderen     | États-Unis  |
| Sergiy Lagkuti         | Ukraine     |
| André Greipel          | Allemagne   |
| Rohan Dennis           | Australie   |
| Serghei Tvetcov        | Roumanie    |
| Steve Cummings         | Royaume-Uni |
| Carlos José Ochoa      | Venezuela   |
| Azzedine Lagab         | Algérie     |
| Segundo Navarrete      | Équateur    |
| Errafai Mohammed Amine | Maroc       |
| Lucas Gaday            | Argentine   |
| Tarik Chaoufi          | Maroc       |
| Geórgios Boúglas       | Grèce       |
| Abdelati Saadoune      | Maroc       |
| Oleg Berdos            | Roumanie    |
| Xavier Quevedo         | Venezuela   |
| Mouhssine Lahsaini     | Maroc       |
| Christian Meier        | Canada      |
| Essaïd Abelouache      | Maroc       |